# Antiparkinsonianos

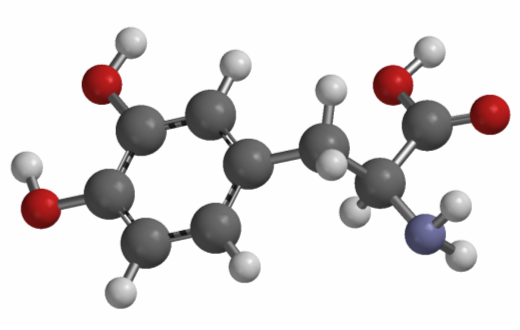
Levodopa, un antiparkinsoniano.

La enfermedad de Parkinson, en términos simplistas se entiende como una enfermedad por deficiencia de dopamina. Si bien lo es, también hay anomalías en múltiples sistemas de los neurotransmisores. El sistema de la dopamina es el mejor entendido y las deficiencias causan muchos de los principales problemas motrices en la enfermedad, incluidas la bradicinesia, la rigidez, el temblor y la disfunción de la marcha (a todos estos síntomas se le conoce por lo general, como parkinsonismo). La mejora en la transmisión de la dopamina ha sido el foco de la terapia farmacológica moderna, comenzando con la introducción del primer tratamiento diseñado racionalmente para un trastorno neurológico, la L-Dopa.

## Enfermedad de Parkinson
El sello patológico de la enfermedad de Parkinson es la pérdida de neuronas dopaminérgicas pigmentadas de la parte compacta de la sustancia negra, con aparición de inclusiones intracelulares llamadas cuerpos de Lewy.
Sin tratamiento, la enfermedad de Parkinson evoluciona en plazo de 5 a 10 años hasta un estado acinético rígido en el cual los pacientes no se valen por sí mismos. La muerte suele sobrevenir por complicaciones de la inmovilidad, entre ellas neumonía por broncoaspiración o embolia pulmonar.
La disponibilidad de tratamientos farmacológicos eficaces ha cambiado radicalmente el pronóstico de la enfermedad de Parkinson; en la mayor parte de los casos, se puede conservar una buena movilidad funcional durante muchos años, y la esperanza de vida de los pacientes tratados de manera adecuada se incrementa en grado sustancial.

## Parkinsonismo
Es importante reconocer que existen trastornos distintos de la enfermedad de Parkinson que generan también parkinsonismo, entre ellos algunos problemas neurodegenerativos relativamente infrecuentes, accidentes apopléticos e intoxicación con antagonistas de los receptores de dopamina. Medicamentos de uso frecuente en clínica que pueden resultar en parkinsonismo son antipsicóticos como el haloperidol y la torazina y antieméticos como la procloperazina y la metoclopramida. Es importante para el especialista neurólogo distinguir entre enfermedad de Parkinson y otras causas de parkinsonismo, porque el que se origina en otras causas suele ser resistente a todas las modalidades de tratamiento.

## Fármacos de uso frecuente como antiparkinsonianos
- Carbidopa/Levodopa, tanto regulares como de liberación sostenida. La levodopa (L-Dopa), es la precursora metabólica de la dopamina y es el medicamento más eficaz en el tratamiento de la enfermedad de Parkinson. En la práctica, casi siempre se administra en combinación con  carbidopa. La combinación también se ha comercializado como carbidopa/levodopa/entacapona en dosis de 12.5/50/200 mg.[5]

- Amantadina. Es un antiviral utilizado en la profilaxia y el tratamiento de la influenza A, pero también posee actividad antiparkinsoniana. Sin embargo, no se ha dilucidado cuál de sus propiedades es la que tiene acción antiparkinsoniana.

### Agonistas del receptor de dopamina
El uso de agonistas directos de los receptores de dopamina
ofrece varias ventajas potenciales sobre la administración de levodopa. La mayor parte de los agonistas receptores de la dopamina tiene acciones de duración mucho más prolongada que la de levodopa.
- Bromocriptina
- Pergolida
- Ropinirol
- Pramipexol

### Inhibidores de la catecol-O-metiltransferasa (COMT)
Constituyen una clase de fármacos recién creada para el tratamiento de la enfermedad de Parkinson. En estudios doble ciego se ha mostrado que estos fármacos reducen los síntomas clínicos de “desaparición” en pacientes tratados con levodopa y carbidopa.
- Entacapona
- Tolcapona

### Inhibidores selectivos de la enzimamonoaminooxidasaB (MAO-B)
Dos isoenzimas de la MAO oxidan a las monoaminas (MAO-A y MAO-B) pero es la isoenzima MAO-B la modalidad predominante en el cuerpo estriado, y la que hace posible la mayor parte del metabolismo oxidativo  de la dopamina en el cerebro. La selegilina es un inhibidor selectivo de la MAO-B. La rasagilina ha sido eficaz en las fases temprana y avanzada de la enfermedad de Parkinson, pero su uso no ha sido aprobado en Norteamérica.
- Selegilina
- Rasagilina

### Antagonistas de los receptores muscarínicos
Estos fármacos se utilizaron en la terapéutica de la enfermedad de Parkinson antes del descubrimiento de la levodopa. En la actualidad, se usan diversos fármacos con propiedades anticolinérgicas para el tratamiento de la enfermedad de Parkinson.
- Clorhidrato de difenhidramina
- Clorhidrato de trihexifenidilo